# Валентин (Приморский край)
Валенти́н — село в Лазовском районе Приморского края. Административный центр Валентиновского сельского поселения. 

## География
Расположено на берегу бухты Валентин Японского моря.

## История
Село начало образовываться в 1910 году украинскими переселенцами, которые в эту местность стали прибывать в 1907 году.
В 1926 году именуется Валентиново с населением 86 жителей (53 мужчины и 33 женщины) 14 хозяйств, а рядом был поселок Валентин-Бухта населенный корейцами (22 мужчины, 16 хозяйств).
С 1944 года по 1994 год являлся посёлком городского типа.
На кладбище посёлка похоронен Лев Георгиевич Капланов, директор Судзухинского (ныне Лазовского) заповедника, убитый браконьерами 13 мая 1943 года.

## Население
| 1915  | 1926  | 1959  | 1970  | 1979  | 1989  | 2002  |
| ----- | ----- | ----- | ----- | ----- | ----- | ----- |
| 99    | ↘86   | ↗1028 | ↗1346 | ↗1410 | ↗1428 | ↘1170 |
| 2007  | 2008  | 2010  |       |       |       |       |
| ↘1066 | ↘1062 | ↘942  |       |       |       |       |

## Улицы
| - ул. Болотная, - ул. Валентиновская, - ул. Заречная, - ул. Камчатская, - ул. Кедровая, | - ул. Ключевая, - ул. Комсомольская, - ул. Набережная, - ул. Новая, - ул. Первомайская, | - ул. Подгорная, - ул. Пригородная, - ул. Садовая, - ул. Таёжная, - ул. Школьная. |

## Экономика
Многие жители занимаются сбором и сбытом недревесной продукции леса.